# Machecoul
Machecoul è un comune francese soppresso del dipartimento della Loira Atlantica nella regione dei Paesi della Loira. Dal 1º gennaio 2016 si è fuso con il comune di Saint-Même-le-Tenu per formare il nuovo comune di Machecoul-Saint-Même di cui è divenuto comune delegato.

## Storia

### Simboli
Lo stemma del comune era stato registrato dalla Commission des Sceaux et Armoiries de l'État a Vichy il 24 luglio 1943.
Il comune ha adottato l'arma di Olivier I di Machecoul (1232–1279) il quale aveva ripreso l'emblema dello zio paterno Jehan de Braine (1198–1239) conte di Vienne e di Mâcon (scaglionato d'argento e di rosso).

## Società

### Evoluzione demografica
Abitanti censiti

## Amministrazione

### Gemellaggi
- Ühlingen-Birkendorf, dal 8 settembre 1973
- Shifnal, dal 22 ottobre 1988
- Valea Drăganului, dal 10 maggio 2008